# Маглич (крепость)

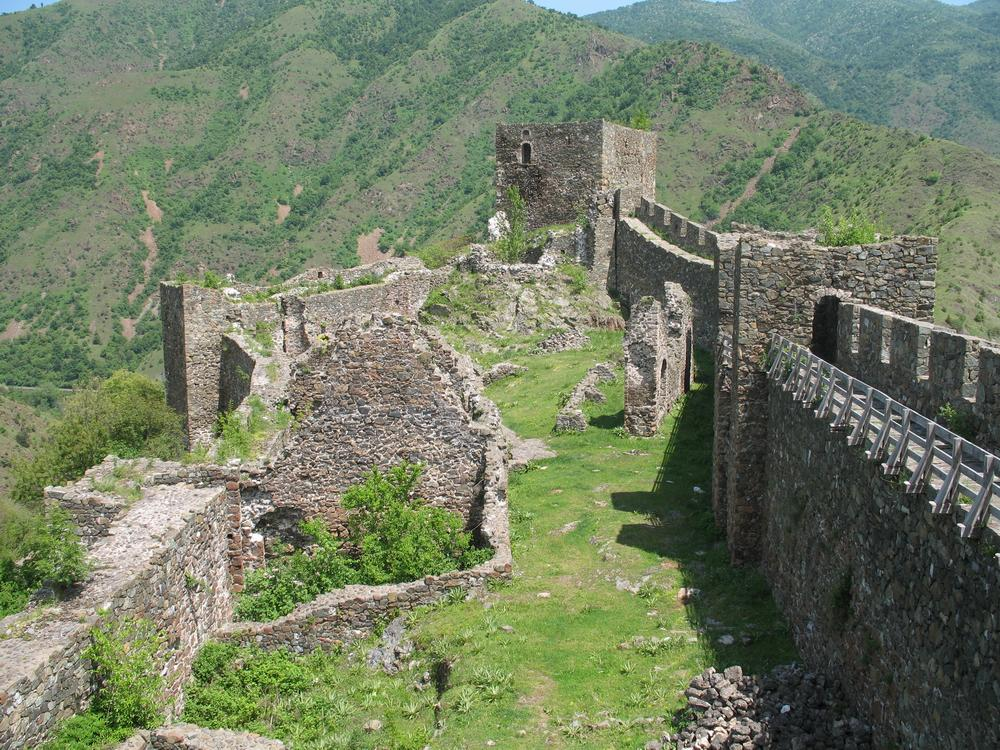
Вид на внутреннюю часть Маглича

Маглич (серб. Маглич) — средневековый сербский город в Ибарском ущелье, недалеко от села Богутовац, в 20 километрах к югу от города Кралево.
Название города происходит от сербского слова «магла» — «туман».
Расположен на верху скалы, с трех сторон окруженной течением реки Ибар на высоте около 100 метров от дна ущелья и старого караванного пути из Косово в северную Сербию, ныне — автодороги, связывающей Косово и Метохию и Белград.
Город имеет 8 башен, связанных стенами, и двое ворот — главные въездные и небольшие ворота для вылазок. Внутри стен находятся остатки жилых строений, церкви Святого Георгия и резервуаров для воды.
Время возникновения города точно неизвестно, по одной из версий, он построен в XIII веке сербским королём Урошем I после монгольского вторжения на Балканский полуостров с целью защиты пути вглубь Старой Сербии и монастырей Сопочаны и Студеница. По другой версии город основал отец Уроша I, король Стефан Первовенчанный для защиты основанных им монастырей Жича и Студеница.
По народным легендам, записанным русским путешественником конца XIX в. Евгением Марковым, строительство города связано с именем «Проклятой Ерины» — царицы XIV века Ерины Бранкович (урожденная византийская принцесса Ирина Кантакузина):

 В самой глухой глубине ущелья, при крутом завороте и реки и провожающего её скалистого коридора, на макушке пирамидальной горы вдруг вырезались над нашими головами на сумрачном фоне дождевых туч романтические развалины стен и башен полуразрушенного замка. 
 — Что это за замок? — спрашиваем мы у возницы. — Как вы зовете его? 
 — Это Маглич, крепость проклятой Ерины кралицы! — отвечает наш кучер, неодобрительно косясь на развалины. 
 — Отчего же проклятой? — любопытствую я. 
 — Оттого что народ тиранила, работами задавила, — с убеждением объяснял нам возница: — на самых высоких скалах, что под силу только птице взлететь или вскарабкаться дикой козе, она крепости для себя строить вздумала и настроила их пропасть… Через каждые 5 часов езды у неё уж непременно где-нибудь замок был построен. Вот и гнала туда силом народ, камни на самую кручу на себе таскали, бревна… За то и память такую о себе оставила, что все люди иначе не называют её как проклятая Ерина, даром, что она царица была…
[…]
Впоследствии, беседуя в Белграде о сербских древностях с известным сербским профессором и академиком Сретковичем, я слышал от него, что Маглич построен был вовсе не царицею Ириною […]. На Ирину же народная молва взвалила все вообще ненавистные народу распоряжения, сохранившиеся в его памяти. Она была молодая и красивая гречанка, родная сестра Софии Палеолог, супруги нашего Иоанна III, и вышла замуж за одного из ничтожных потомков царя Лазаря, деспота Юрия Бранковича, жившего в XV веке, так как ещё около полутораста лет после Косова влачилось призрачное существование Сербского царства. Её злому влиянию приписывались непопулярные, обременительные для сербов меры старого царя, её мужа, между прочим, и тяжелая обязанность строить замки на неприступных местах, что вызывалось тогда крайним бессилием Сербии и отсутствием в ней всякой безопасности. Поэтому все развалины замков на вершинах сербских гор как в королевстве Сербском, так и в турецкой Сербии слывут до сих пор в народе под именем крепостей «проклятой Ерины-кралицы»..

Поэтому Маглич имеет и народное название — «Еринин Град».
Дальнейшее развитие сербского государства в южном направлении приводит к падению военной роли Маглича. Он становится резиденцией сербского архиепископа (с 1324 г.) Даниила II, который из Маглича управлял церковными и государственными делами. В городе было организовано церковное книгописание.
Неизвестно, как и когда Маглич оказался в руках турок, но вероятно, он перешёл к ним после падения последней сербской крепости Смедерево и ликвидации Сербской деспотовины в 1459 г.
При османском владычестве Маглич стал центром одноименной турецкой нахии (провинции), в XVI веке имел гарнизон от 10 до 20 солдат.
В конце XVII в. австрийские войска, проникшие далеко вглубь Балкан, освободили Маглич от турок, но в итоге вынуждены были отступить обратно за Дунай. Вернувшиеся турки снова вернули гарнизон в город, но вскоре ушли оттуда и Маглич оказался заброшен на долгие годы.
Некоторые реставрационные работы в Магличе были проведены только после Первой мировой войны.
В 1979 г. Маглич был признан особо важным памятником культуры и с тех пор находится под защитой государства. Масштабная реставрация была начата в Югославии в конце 1980 гг., но из-за экономического кризиса в стране и распада Югославии работы завершить не удалось, а реставрированные тогда деревянные платформы в башнях ныне пришли в негодность.
С 2006 г. посещение крепости временно закрыто по соображениям безопасности посетителей из-за обнаружения гнили в деревянных платформах в башнях. В это же время установлено ночное освещение стен для лучшей видимости городских стен с автодороги в ночное время.

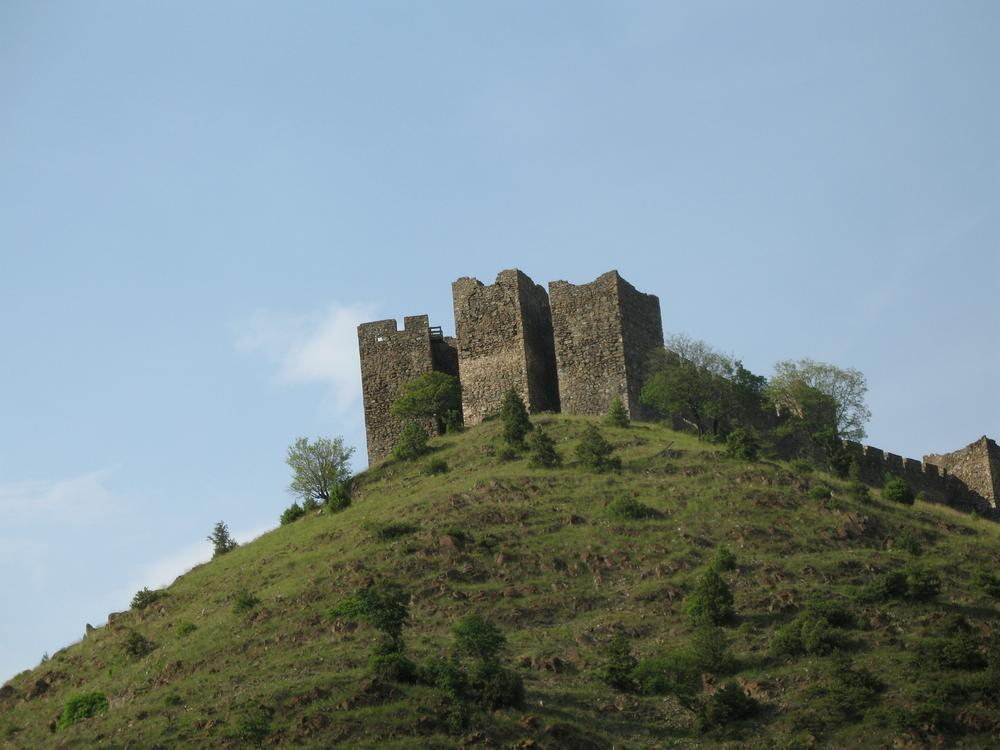
Башни Маглича с юго-западной стороны

Осенью 2010 г. Министерством иностранных дел Италии и властями города Кралева было объявлено о совместном финансировании реставрации Маглича.